# Deterministische Simulationsmodelle als Insolvenzprognoseverfahren
Deterministische Simulationsmodelle als Insolvenzprognoseverfahren sind sowohl im bank- als auch im versicherungsregulatorischen Kontext bei der Ermittlung der Ausfallwahrscheinlichkeit von Unternehmen von Bedeutung,  aber auch bei der Ratingvergabe durch die großen Ratingagenturen.
Die Vergabe von Ratings auf Basis von deterministischen Simulationen (Stressszenarien) wird sogar explizit als ein zulässiges Verfahren für die Bonitätsbeurteilung im Regelwerk von Basel II erwähnt, das ansonsten methodisch sehr offen ist.

## Einperiodenmodelle vs. Mehrperiodenmodelle
Im Fall von Mehrperiodensimulationen werden auf Basis eines oder mehrerer Szenarien je ein Entwicklungspfad des Unternehmens über einen bestimmten Zeitraum ermittelt („simuliert“). Im (typischeren) Fall von Einperiodensimulationen wird auf eine zeitlich differenzierte Modellierung der Szenarien verzichtet; stattdessen werden nur die unmittelbaren Auswirkungen bestimmter „außergewöhnlicher, aber plausibler Schockereignisse“ auf das Unternehmen betrachtet. Die einzelnen Szenarien können dabei sowohl aus detaillierten Beschreibungen der Ausprägungen einzelner Risikofaktoren als auch – im Fall von Mehrperiodensimulationen – allgemeinen Fortschreibungsregeln bestehen.

## Szenarioanalyse vs. Sensitivitätsanalyse
Je nachdem, ob den Analysen konkrete benennbare Ereignisse mit genau spezifizierten Auswirkungen auf die modellierten Risikofaktoren zugrunde liegen oder nicht, wird begrifflich nach Szenario- und Sensitivitätsanalysen unterschieden. Sensitivitätsanalysen liegt ferner typischerweise ein deutlich kürzerer Prognosehorizont zugrunde als Szenarioanalysen. 
Die in den jeweiligen Szenarien unterstellten Ausprägungen der Risikofaktoren können auf rein fiktiven Vorgaben basieren, sich an (ungünstigen) historischen Beobachtungen („historische Simulation“) orientieren oder aus vorgeschalteten Modellannahmen („Makromodellen“) abgeleitet werden.

## Einsatz von deterministischen Simulationsmodellen bei Banken
Die im Bankenkontext derzeit verwendeten deterministischen Simulationsmodelle (Stresstestmodelle) werden allerdings überwiegend nicht zur Erstellung von Insolvenzprognosen bzw. der hiermit korrespondierenden Ermittlung „ökonomischen Kapitals“, sondern zur Festlegung von Investitionslimiten und zur Kapitalallokation verwendet, insbesondere im Zusammenhang mit der Modellierung außergewöhnlicher Risiken, die im Rahmen herkömmlicher VaR-Ansätze nicht adäquat abgebildet werden können. Die von den Banken verwendeten Modelle unterscheiden sich zwischen den verschiedenen Finanzinstitutionen erheblich, die Ergebnisse werden geheim gehalten. Die Analysen beziehen sich hauptsächlich auf liquide Märkte, seltener auch auf nichthandelbare Kreditrisiken und unterschiedliche Risikoarten (darunter besonders häufig auf Zinsänderungsrisiken).
Bei Verwendung historischer Szenarien werden folgende Ereignisse von Banken besonders häufig zugrunde gelegt: „Schwarzer Montag“ (Oktober 1987), weltweite Anleihenmarktkrise (1994), Asienkrise (1997), Russlandkrise – z. T. in Kombination mit der LTCM-Krise (1998), Terroristische Anschläge in den USA (2001). Erstaunlich ist dabei, wie unterschiedlich Banken identische historische Ereignisse modellieren. Die mit „Schwarzer Montag (1987)“ betitelten Szenarien bestehen beispielsweise aus Kursverlusten des S&P 500-Aktienindex um 4 % bis 36 %, im Median um 23 %. Ferner unterscheiden sich die simultan für die anderen Märkte angenommenen Auswirkungen. Nur die Hälfte der „Schwarzer Montag (1987)“- Szenarien betrachteten zusätzlich auch die Anleihemärkte – wobei in 60 % der Szenarien rückläufige und in 40 % der Szenarien steigende Zinsen unterstellt wurden. Gegenüber der historischen Simulation hat die modellgestützte Vorgehensweise bei der Definition der Risikoparameter den Vorteil, dass sie nicht auf wenige, möglicherweise zufällige oder untypische historische Ereignisse zur Modellierung künftiger adverser Ereignisse angewiesen ist. Andererseits erfordert die modellgestützte Vorgehensweise eine explizite Modellierung der gemeinsamen Verteilungsfunktion aller Risikoparameter – wofür aber möglicherweise die theoretischen und empirischen Grundlagen fehlen.
Ergebnisse der Simulation sind die für die einzelnen Szenarien ermittelten Ausfallzustände (Solvenz vs. Insolvenz oder Einhaltung vs. Nichteinhaltung aufsichtsrechtlicher Vorgaben) bzw. -zeitpunkte (bei Mehrperiodenbetrachtungen). Insolvenzprognosen können aber auch mittels herkömmlicher empirisch-statistischer Verfahren auf Basis von Kennzahlen erstellt werden, die auf dem Modelloutput (beispielsweise der simulierten EBIT-Marge, der Eigenkapitalquote zum Ende des Simulationszeitraumes usw.) basieren.

## Kritik an deterministischen Simulationsmodellen
Theoretische Schwachpunkte der deterministischen Simulationen sind die Beschränkung auf eine geringe Anzahl von Szenarien (häufig wird nur ein einziges Szenario betrachtet) und/oder Risikofaktoren trotz Nichtadditivität der üblichen Risikomaße, die willkürliche Wahl von Szenarien, deren Relevanzen (Wahrscheinlichkeit, mit der ein Szenario mit mindestens genau so großer Schadenswirkung eintritt) unbestimmt sind und individuell differieren können. Weitere Probleme beim praktischen Einsatz der Stresstestmodelle resultieren aus der mangelnden Verfügbarkeit historischer Daten und, speziell bei Einperiodensimulationen, aus dem zu kurzfristigen, ereignisbezogenen Prognosehorizont der Modelle, bei denen Folge- und Langzeiteffekte vernachlässigt werden. „Gerade die Kumulierung von ‚Stress-Ereignissen’ wirkt aber unter Umständen stabilitätsgefährdend, während isolierte Schocks für sich genommen relativ unproblematisch erscheinen können.“
Einige der genannten Kritikpunkte an deterministischen Simulationen könnten relativ einfach durch eine stochastische Modellierung der individuellen Risiken behoben werden. Der Verzicht hierauf wird mit dem dafür erforderlichen, speziell im regulatorischen Kontext als unangemessen hoch erachteten individuellen Modellierungsaufwand begründet. Ferner werden szenariobasierte Simulationsansätze als leichter kommunizierbar angesehen als stochastische Simulationsverfahren, oder es wird auf die höheren rechentechnischen Anforderungen verwiesen.